# Stade de la Beaujoire
Stade de la Beaujoire - Louis Fonteneau, mai ales cunoscut sub numele de Stade de la Beaujoire, este un stadion din Nantes, Franța. Pe acest teren își joacă meciurile de pe teren propriu echipa de fotbal FC Nantes.
Stadionul a fost inaugurat pe 8 mai 1984, într-o partidă amicală dintre FC Nantes și România. A fost numit după Louis Fonteneau, care a fost președinte al FC Nantes între 1969-1986. A fost renovat în 1998, pentru Campionatul Mondial de Fotbal 1998. Deși capacitatea sa inițială era de 52.923, în 1998 a fost transformat într-un stadion cu locuri doar pe scaune, iar capacitatea sa actuală este de 38.128.